# Степченко, Фёдор Петрович
Фёдор Петрович Степченко (16 мая 1909, дер. Чёрный Ручей, Смоленская губерния — 4 апреля 1978, Тбилиси) — советский военный политработник, член ВКП(б) с 1928 года. Депутат Верховного Совета СССР 6-7-го созывов, депутат Верховного Совета УССР 4-5-го созывов. Кандидат в члены ЦК КП Украины (1949—1952, 1960—1961), член ЦК КП Украины (1952—1960). Генерал-полковник (22.02.1963).

## Биография
Родился в семье крестьянина. Русский. С 1924 году вступил в комсомол, с 1926 года был председателем бюро пионеров Починковской волости Смоленской губернии.
В 1927 году добровольцем ушел в Красную Армию. С 1927 года — курсант военного училища. Окончил Объединенную военную школу имени ВЦИК, где был оставлен командиром взвода курсантов, а затем и командиром роты. Также окончил Коммунистический университет имени Свердлова, в 1941 году — Ленинградский государственный университет.
С января 1932 года — секретарь партийного бюро батальона, заместитель командира по политчасти отдельного батальона войск НКВД по охране Московского Кремля. Затем служил в пограничных войсках НКВД СССР инструктором пропаганды, старшим инструктором политотдела. С февраля 1938 года работал инструктором политотдела по пропаганде и агитации Управления пограничных и внутренних войск НКВД Армянской ССР. С декабря 1938 года — старший преподаватель истории СССР Ново-Петергофского военно-политического училища НКВД СССР имени К. Е. Ворошилова.
Участник Великой Отечественной войны. В 1941—1945 годы — начальник Политотдела 41-й бригады конвойных войск НКВД в Ленинграде, заместитель начальника Политотдела Невской группы войск Ленинградского фронта, заместитель начальника Политотдела 1-й стрелковой дивизии войск НКВД по охране тыла Ленинградского фронта, заместитель по политической части командира 86-й стрелковой дивизии, заместитель по политической части командира гвардейского стрелкового корпуса, начальник Политотдела 30-го стрелкового корпуса, начальник Политотдела 23-й армии Ленинградского фронта. В 1945—1947 годы — начальник Политотдела 10-й гвардейской армии.
В 1947—1949 годы — начальник Политуправления Одесского военного округа, с июня 1949 по ноябрь 1953 — начальник Политуправления Прикарпатского военного округа, с ноября 1953 по май 1956 — член Военного Совета Прикарпатского военного округа.
В 1956—1958 годы — заместитель начальника Главного политуправления Советской Армии и Военно-Морского Флота. В 1958—1960 годы — член Военного Совета — начальник Политуправления Одесского военного округа, в 1960—1970 — член Военного Совета — начальник Политуправления Закавказского военного округа. С 1971 года — в отставке.
Избирался депутатом Верховного Совета Украинской ССР 4-го созыва (от Дрогобычской области, 1955—1959); депутатом (от Аджарской АССР) Совета национальностей Верховного Совета СССР 6-го (1962—1966) и 7-го (1966—1970) созывов.
На XVI (1949) и XXI (1960) съездах КП Украины избирался кандидатом в члены ЦК КП Украины, на XVII (1952), XVIII (1954) и XIX (1956) съездах КП(б) Украины — членом ЦК КП Украины. Делегат XIX (1952), XX (1956) и XXI (1959) съездов КПСС.

## Воинское звание
- полковой комиссар
- полковник
- генерал-майор (11.05.1949)
- генерал-лейтенант (.05.1954)
- генерал-полковник (1965).

## Награды
- орден Ленина
- четыре ордена Красного Знамени
- орден Суворова 2-й степени
- орден Отечественной войны 1-й степени
- орден Красной Звезды
- медали.